# Sandalodes
Sandalodes is een geslacht van spinnen uit de familie springspinnen (Salticidae).

## Soorten
De volgende soorten zijn bij het geslacht ingedeeld:
- Sandalodes albovittatus (Keyserling, 1883)
- Sandalodes bernsteini (Thorell, 1881)
- Sandalodes bipenicillatus (Keyserling, 1882)
- Sandalodes celebensis Merian, 1911
- Sandalodes joannae Żabka, 2000
- Sandalodes minahassae Merian, 1911
- Sandalodes pumicatus (Thorell, 1881)
- Sandalodes scopifer (Karsch, 1878)
- Sandalodes superbus (Karsch, 1878)